# Ángel Rodríguez Campillo
Ángel Rodríguez Campillo   (Elx, 20 de maig de 1985) és un pilot de motociclisme valencià que competí internacionalment entre la temporada de 2000 i la de 2006). Entre altres èxits, el 2001 guanyà el Campionat d'Espanya en la categoria de 125 cc i el 2008 en Supersport.
La temporada de 2012 ha tornat al mundial, on competeix a la categoria de Moto2.

## Trajectòria
Rodríguez començà a competir en pocketbikes, guanyant-ne el campionat espanyol l'any 2000. Aquell mateix any, debutà al Mundial de 125cc. La seva actuació més notable fou durant la temporada de 2001, quan lluità pel lideratge al Gran Premi d'Austràlia a Phillip Island, però malauradament Simone Sanna es va estavellar davant seu i el feu caure.
El 2008 participà en quatre curses del Campionat del Món de Supersport.

## Resultats al Mundial de Motociclisme
| Any   | Categoria | Moto    | Curses | Victòries | Podis | Pole | Punts | Posició |
| ----- | --------- | ------- | ------ | --------- | ----- | ---- | ----- | ------- |
| 2000  | 125cc     | Aprilia | 1      | 0         | 0     | 0    | -     | -       |
| 2001  | 125cc     | Aprilia | 15     | 0         | 0     | 0    | 27    | 20è     |
| 2002  | 250cc     | Aprilia | 1      | 0         | 0     | 0    | -     | -       |
| 2002  | 125cc     | Aprilia | 9      | 0         | 0     | 0    | 17    | 24è     |
| 2004  | 125cc     | Derbi   | 16     | 0         | 0     | 0    | 2     | 34è     |
| 2005  | 125cc     | Honda   | 12     | 0         | 0     | 1    | 16    | 22è     |
| 2006  | 125cc     | Aprilia | 9      | 0         | 0     | 0    | 20    | 16è     |
| 2012  | Moto2     | FTR     | 6      | 0         | 0     | 0    | 0     | -       |
| 2012  | Moto2     | Bimota  | 6      | 0         | 0     | 0    | 0     | -       |
| Total |           |         | 72     | 0         | 0     | 1    | 82    |         |